# برلينر شتراسه
شارع برلين أو برلينر شتراسه (بالألمانية: Berliner Straße) هو شارع رئيسي في مركز مدينة فرانكفورت. تم بناءهُ بعد قصف مدينة فرانكفورت في الحرب العالمية الثانية، وهو على طول طريق شنورغاسيه القديم.